# Museu do Gênero Dinamarca
KØN - Museu do Gênero da Dinamarca, anteriormente chamado de Kvindemuseet (Museu da Mulher), é uma museu de história localizado em Aarhus, na Dinamarca.

## História
Fundado em 1982 como um museu de história da mulher, hoje a instituição é focada na história cultural do gênero e da sexualidade na Dinamarca.
O prédio que abriga o museu foi construído em 1857 como prefeitura da cidade de Aarhus, em funcionamento até a década de 1940, quando foi construída a nova prefeitura.[carece de fontes?]
A partir de 2016, o museu amplia seu enfoque temático e também recebe o novo nome de KØN ("sexo", em português), em 2021.

## Atividades
Além das exposições temporárias e de longa duração, o KØN oferece programas de ação cultural e educacional.
Em 2014, a cidade de Aarhus aprovou um montante anual de 500.000 coroas ao KØN para subsidiar o trabalho em educação sexual, igualdade de género e democracia para jovens e crianças em idade escolar.